# Nyamarangara
Nyamarangara är ett periodiskt vattendrag i Burundi.   Det ligger i provinsen Bujumbura Rural, i den västra delen av landet, 21 km söder om huvudstaden Bujumbura.
Omgivningarna runt Nyamarangara är en mosaik av jordbruksmark och naturlig växtlighet. Runt Nyamarangara är det tätbefolkat, med 276 invånare per kvadratkilometer.